# Pierre Petit (compositor)
Pierre Petit   (Poitiers, 21 d'abril de 1922 - Clichy, 1 de juliol de 2000) fou un compositor francès

## Biografia
Petit va néixer a Poitiers, fill d'un professor de khâgne. Va estudiar literatura i música a París (Hattemer Course, Lycée Louis-le-Grand) i literatura a la Sorbona. Va estudiar al Conservatori de París a partir del 1942, entre els seus professors hi havia Georges Dandelot per a l'anàlisi musical, Nadia Boulanger per l'harmonia, Noël Gallon per al contrapunt i la fuga i Henri Büsser per a la composició.
El 1946 va guanyar el Gran Premi de Roma amb l'escena lírica Le jeu de l'amour et du hasard, que va ser interpretada el mateix any per l'orquestra del Cadets du Conservatoire sota la direcció de Claude Delvincourt.
Des del 1951, Petit va ensenyar la història de la civilització al Conservatori de París i a l'escola de politécnica. El 1960 va començar a treballar a "l'Office de Radiodiffusion Télévision Française". Al principi va ser cap de música lleugera i, a partir del 1965, va ser director musical. Entre d'altres, va produir música per a acords perfectes, contre-ut, Presto, Figaro ci figaro là.
El 1963 va ser nomenat director de "l'École normale de musique de Paris", succeint Alfred Cortot i treballant al costat de músics com Nadia Boulanger, Georges Dandelot, Alfred Desenclos, Norbert Dufourcq i Marguerite Roesgen-Champion. Va ocupar el càrrec durant 35 anys, quan el va succeir Henri Heugel. Entre els seus alumnes hi havia Roger Bellon.
També va formar part del jurat del Concurs Long-Thibaud-Crespin.

## Principis i premis
Petit va compondre òperes, operetes i ballets, obres orquestrals, concerts, música de cambra i cançons. També es va assenyalar com a escriptor musical, escrivint llibres sobre Verdi, Ravel, Mozart i com a estudi dels problemes musicals d'Aristòtil. També va ser crític musical de Le Figaro.
Pel seu treball musical, el 1965 li fou concedit el Gran Premi del Consell General de la Seine i, el 1985, el Gran Premi de Música de SACEM.

## Vida personal
Es va casar amb la cantant Christiane Castelli, famosa per la seva interpretació de Tosca a l'Òpera de París. Van tenir tres fills, Claude (periodista i escriptor), Didier (cantant, compositor i intèrpret amb el nom de Romain Didier) i Marie-Laurène. Més tard es va casar amb la violinista Marie-Claude Theuveny el 1958 i va tenir dos fills amb ella, Carolin Petit, compositora i arranjadora de música per a cinema i televisió, i Nicolas. Finalment, el 1974 es va casar amb la seva tercera esposa, Liliane Fiaux.